# Omulowka
Omulowka (ros. Омулёвка) – rzeka w azjatyckiej części Rosji, w Jakucji; lewy dopływ Jasacznej. Długość 410 km; powierzchnia dorzecza 13 500 km².
Źródła w Górach Czerskiego; w środkowym biegu płynie na południe od Gór Momskich, w dolnym na Nizinie Kołymskiej; zasilanie śniegowo-deszczowe.